# Seznam katastrálních území v okrese Ústí nad Labem
V této tabulce je uveden kompletní výčet katastrálních území Okresu Ústí nad Labem, včetně rozlohy a sídel, které na nich leží.
| Název KÚ                      | Sídla                                  | Obec           | km2   |
| ----------------------------- | -------------------------------------- | -------------- | ----- |
| A                             | A                                      | A              |       |
| Arnultovice u Lučního Chvojna | Arnultovice                            | Velké Chvojno  | 3,66  |
| Babiny I                      | Babiny I                               | Malečov        | 2,89  |
| Babiny II                     | Babiny II, Nová Ves u Pláně            | Homole u Panny | 1,6   |
| Bláhov                        | Bláhov                                 | Homole u Panny | 1,77  |
| Božtěšice                     | Božtěšice                              | Ústí nad Labem | 2,24  |
| Brná nad Labem                | Brná                                   | Ústí nad Labem | 4,25  |
| Březí u Malečova              | Březí                                  | Malečov        | 2,69  |
| Budov u Svádova               | Svádov                                 | Ústí nad Labem | 1,49  |
| Bukov                         | Bukov, Severní Terasa                  | Ústí nad Labem | 1,75  |
| Církvice                      | Církvice                               | Ústí nad Labem | 1,52  |
| Čermná u Libouchce            | Čermná                                 | Libouchec      | 4,35  |
| Čeřeniště                     | Čeřeniště                              | Malečov        | 2,35  |
| Český Bukov                   | Povrly                                 | Povrly         | 4,85  |
| Český Újezd                   | Český Újezd                            | Chlumec        | 1,12  |
| Dělouš                        | Strážky                                | Ústí nad Labem | 4,31  |
| Dobětice                      | Severní Terasa                         | Ústí nad Labem | 1,33  |
| Dolní Zálezly                 | Dolní Zálezly                          | Dolní Zálezly  | 3,57  |
| Dubice nad Labem              | Dubice                                 | Řehlovice      | 2,47  |
| Habrovany u Řehlovic          | Habrovany                              | Habrovany      | 2,82  |
| Habrovice                     | Habrovice                              | Ústí nad Labem | 1,97  |
| Homole u Panny                | Doubravice, Haslice, Homole u Panny    | Homole u Panny | 3,3   |
| Horní Zálezly                 | Horní Zálezly                          | Malečov        | 2,55  |
| Hostovice u Ústí nad Labem    | Hostovice                              | Ústí nad Labem | 3,38  |
| Hrbovice                      | Chlumec                                | Chlumec        | 0,73  |
| Chabařovice                   | Chabařovice                            | Chabařovice    | 9,51  |
| Chlumec u Chabařovic          | Chlumec                                | Chlumec        | 4,11  |
| Chuderov                      | Chuderov                               | Chuderov       | 2,46  |
| Chuderovec                    | Chuderovec                             | Chuderov       | 2,3   |
| Chvalov                       | Chvalov                                | Stebno         | 3,2   |
| Klíše                         | Klíše, Ústí nad Labem-centrum          | Ústí nad Labem | 2,77  |
| Knínice u Libouchce           | Knínice, Žďárek                        | Libouchec      | 6,04  |
| Kojetice u Malečova           | Kojetice                               | Ústí nad Labem | 1,82  |
| Koštov                        | Koštov, Újezd                          | Trmice         | 2,88  |
| Krásné Březno                 | Krásné Březno, Severní Terasa          | Ústí nad Labem | 4,69  |
| Krásný Les v Krušných horách  | Krásný Les                             | Petrovice      | 23,68 |
| Leština u Malého Března       | Leština                                | Malé Březno    | 3,5   |
| Lhota pod Pannou              | Lhota pod Pannou                       | Homole u Panny | 1,47  |
| Liboňov                       | Liboňov                                | Telnice        | 1,61  |
| Libouchec                     | Libouchec                              | Libouchec      | 17,62 |
| Libov                         | Libov                                  | Chuderov       | 1,62  |
| Lipová pod Blanskem           | Lipová                                 | Chuderov       | 2,65  |
| Lochočice                     | Řehlovice                              | Řehlovice      | 7,41  |
| Luční Chvojno                 | Luční Chvojno                          | Velké Chvojno  | 3,05  |
| Lužec u Petrova Mlýna         | Povrly                                 | Povrly         | 1,76  |
| Lysá                          | Povrly                                 | Povrly         | 2,24  |
| Malé Březno nad Labem         | Malé Březno                            | Malé Březno    | 5,28  |
| Malé Chvojno                  | Malé Chvojno                           | Velké Chvojno  | 1,62  |
| Malečov                       | Malečov                                | Malečov        | 2,28  |
| Mašovice pod Vysokým kamenem  | Neštědice                              | Povrly         | 1,56  |
| Mírkov                        | Mírkov                                 | Povrly         | 4,39  |
| Mnichov u Lučního Chvojna     | Mnichov                                | Velké Chvojno  | 1,97  |
| Mojžíř                        | Mojžíř                                 | Ústí nad Labem | 2,49  |
| Moravany u Dubic              | Moravany                               | Řehlovice      | 1,54  |
| Nakléřov                      | Krásný Les                             | Petrovice      | 4,96  |
| Němčí u Malečova              | Němčí                                  | Malečov        | 2,93  |
| Neštědice                     | Neštědice                              | Povrly         | 1,75  |
| Neštěmice                     | Neštěmice                              | Ústí nad Labem | 3,17  |
| Nová Ves                      | Střekov                                | Ústí nad Labem | 4,69  |
| Olešnice u Svádova            | Olešnice                               | Ústí nad Labem | 0,82  |
| Ostrov u Tisé                 | Tisá                                   | Tisá           | 0,44  |
| Petrovice u Chabařovic        | Petrovice                              | Petrovice      | 19,87 |
| Podlešín u Stebna             | Podlešín                               | Stebno         | 2,78  |
| Pohoří u Malečova             | Pohoří                                 | Malečov        | 1,99  |
| Povrly                        | Povrly                                 | Povrly         | 3,33  |
| Proboštov u Tašova            | Proboštov                              | Malečov        | 3,17  |
| Předlice                      | Předlice                               | Ústí nad Labem | 4,2   |
| Přestanov                     | Přestanov                              | Přestanov      | 2,05  |
| Radejčín                      | Radejčín                               | Řehlovice      | 4,63  |
| Radešín u Lipové              | Radešín                                | Chuderov       | 1,64  |
| Roudníky                      | Roudníky                               | Chabařovice    | 2,61  |
| Roztoky nad Labem             | Roztoky                                | Povrly         | 1,8   |
| Rýdeč                         | Rýdeč                                  | Malečov        | 1,26  |
| Ryjice                        | Ryjice                                 | Ryjice         | 1,59  |
| Řehlovice                     | Brozánky, Habří, Hliňany, Řehlovice    | Řehlovice      | 6,21  |
| Řetouň                        | Řetouň                                 | Malečov        | 1,57  |
| Sebuzín                       | Sebuzín                                | Ústí nad Labem | 7,24  |
| Skorotice u Ústí nad Labem    | Skorotice                              | Ústí nad Labem | 1,38  |
| Slavošov                      | Slavošov                               | Povrly         | 1,8   |
| Stadice                       | Stadice                                | Řehlovice      | 5,72  |
| Stebno u Dubic                | Milbohov, Stebno                       | Stebno         | 3,6   |
| Stradov u Chabařovic          | Stradov                                | Chlumec        | 2,27  |
| Strážky u Habrovic            | Strážky                                | Ústí nad Labem | 2,98  |
| Střekov                       | Střekov                                | Ústí nad Labem | 5,9   |
| Střížovice u Ústí nad Labem   | Střížovice                             | Chlumec        | 0,99  |
| Suchá u Stebna                | Suchá                                  | Stebno         | 1,37  |
| Suletice                      | Byňov, Suletice                        | Homole u Panny | 3,62  |
| Svádov                        | Svádov                                 | Ústí nad Labem | 2,58  |
| Šachov                        | Povrly                                 | Povrly         | 2,09  |
| Tašov                         | Tašov                                  | Tašov          | 3,6   |
| Telnice                       | Telnice                                | Telnice        | 3,06  |
| Tisá                          | Tisá                                   | Tisá           | 11,42 |
| Trmice                        | Trmice                                 | Trmice         | 3,78  |
| Tuchomyšl                     | Všebořice                              | Ústí nad Labem | 5,76  |
| Týniště u Zubrnic             | Týniště                                | Zubrnice       | 1,75  |
| Ústí nad Labem                | Severní Terasa, Ústí nad Labem-centrum | Ústí nad Labem | 11,37 |
| Valtířov nad Labem            | Valtířov                               | Velké Březno   | 1,44  |
| Vaňov                         | Vaňov                                  | Ústí nad Labem | 2,53  |
| Varvažov u Telnice            | Varvažov                               | Telnice        | 5,22  |
| Velké Březno                  | Velké Březno                           | Velké Březno   | 5,06  |
| Velké Chvojno                 | Velké Chvojno                          | Velké Chvojno  | 4,05  |
| Větrov u Krásného Lesa        | Krásný Les                             | Petrovice      | 3,82  |
| Vitín u Malého Března         | Leština                                | Malé Březno    | 2,28  |
| Vítov u Velkého Března        | Velké Březno                           | Velké Březno   | 1,61  |
| Všebořice                     | Všebořice                              | Ústí nad Labem | 7,33  |
| Vyklice                       | Chabařovice                            | Chabařovice    | 4,2   |
| Zalužany u Vyklic             | Chabařovice                            | Chabařovice    | 0,57  |
| Zubrnice                      | Zubrnice                               | Zubrnice       | 4,99  |
| Žandov u Chlumce              | Žandov                                 | Chlumec        | 3,66  |
| Žďár u Velkého Chvojna        | Žďár                                   | Velké Chvojno  | 2,79  |
| Žežice u Chuderova            | Žežice                                 | Chuderov       | 4,67  |

Celková výměra 404,44 km2